# Áreas protegidas da Argentina

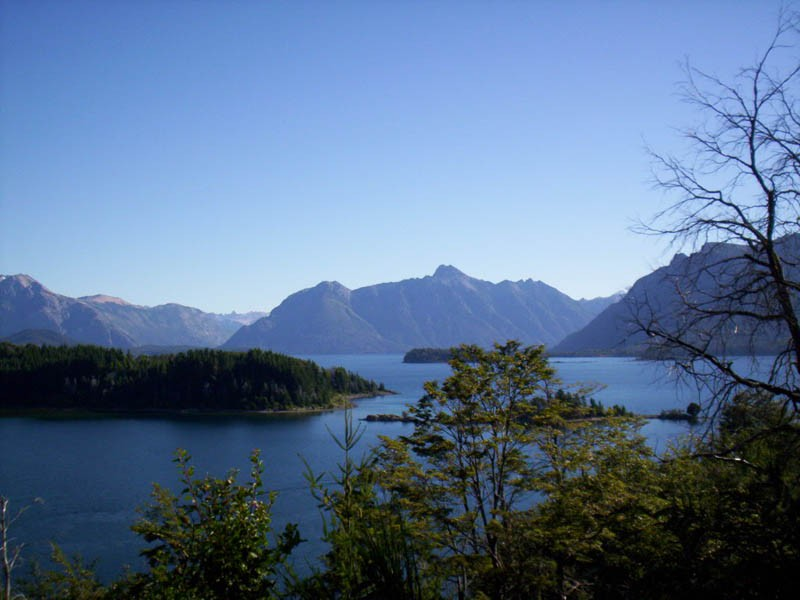
Lago Nahuel Huapi

A Argentina é um dos países com maior quantidade de biomas, e por isso conta com áreas protegidas para a conservação da natureza. Essas áreas pertencem excepcionalmente a entidades privadas, e mais comumente ao Estado, e nesse última caso são patrimônio de todos os cidadãos argentinos. Essas áreas formam um sistema nacional de áreas protegidas, cuja base jurídica resta na lei nacional, das províncias e municipalidades.
Ainda que a quantidade de parques nacionais, reservas naturais e monumentos naturais seja numerosa, esse número ainda pode crescer dado que existem lugares de grande valor ecológico e/ou paisagístico natural, que merecem ser integrados ao Sistema Nacional Argentino de Áreas Protegidas. Inclusive esse sistema pode incluir áreas culturais (áreas arqueológicas —como a Gruta das Mãos—, históricas, ou de outro tipo).

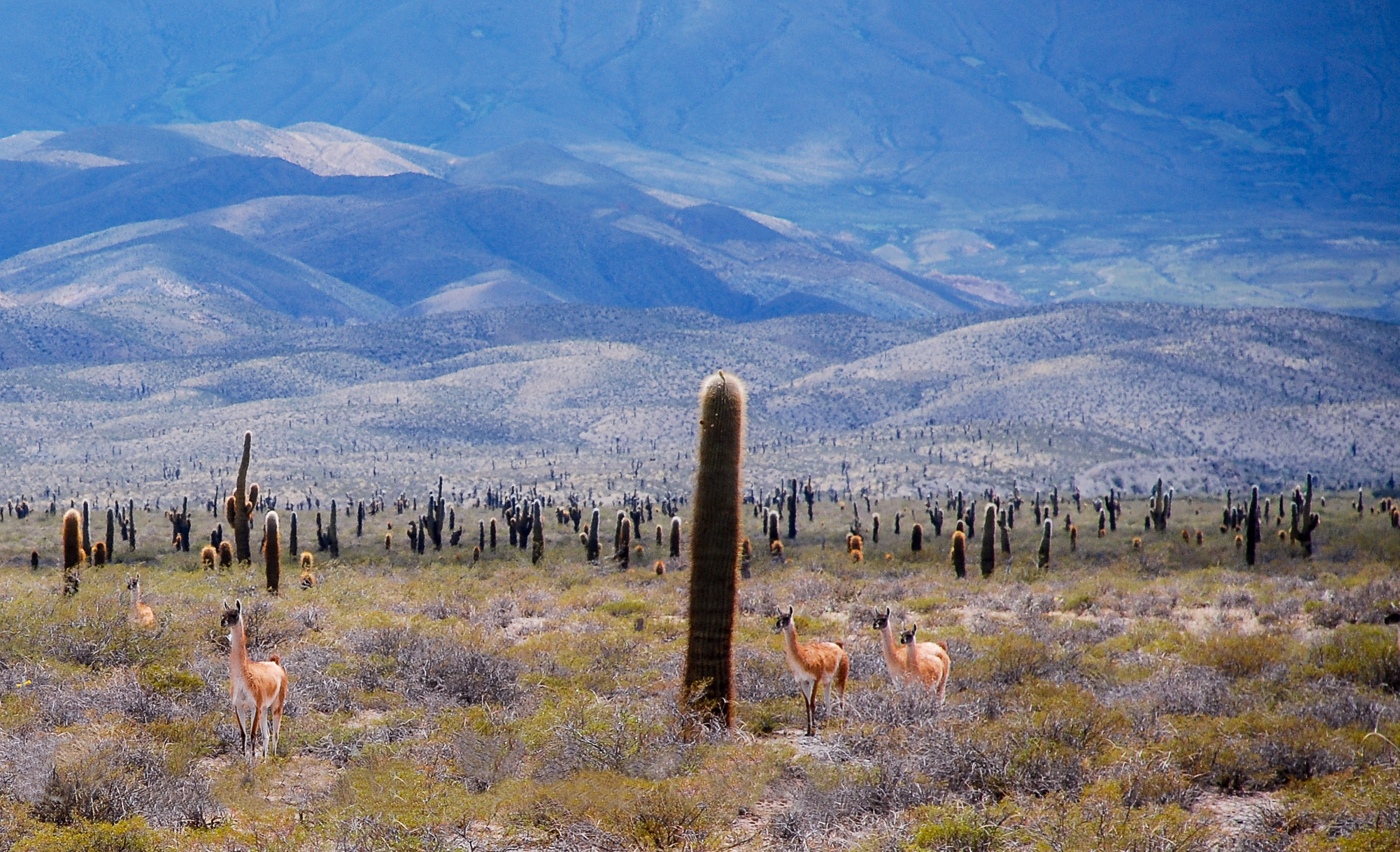
Parque Nacional Los Cardones

## Antecedentes
Argentina é um estado pioneiro no estabelecimento de parques nacionais. O primeiro parque desse tipo no país originou-se em 6 de novembro de 1903, a partir da doação que fez o perito Francisco Pascasio Moreno de um extenso e belo território localizado na orla do lago Nahuel Huapi ("ilha do jaguar" em idioma mapudungun). Tal território havia sido atribuído a Moreno pelo estado nacional como prêmio a seus serviços. Moreno, em lugar de mantê-lo, decidiu devolve-lo ao Estado, e com isto, em sua opinião, devolvia essa área à população originaria da região (poyas e vuriloches), e também a toda a população Argentina. 
Em 1 de fevereiro de 1904, ao aceitar o legado de Moreno, a República Argentina, precedida apenas pelos Estados Unidos (que foi o primeiro país no mundo) e Canadá (então ainda domínio do Reino Unido),  tornou-se o terceiro país de toda América a possuir um parque natural nacional. Além desses país, fora da América apenas Nova Zelândia e Austrália lhe antecederam.

Esse primeiro parque nacional, criado em 1903, foi delimitado em 1937 e chamado Parque Nacional do Sul, atualmente Parque Nacional Nahuel Huapi. Nos 1920s o presidente Hipólito Yrigoyen decretou que se ampliassem as áreas a proteger, incluindo a aquisição de 75.000 ha em torno das Cataratas do Iguaçu. Ali, seria criado o "parque nacional do Norte", o atual Parque Nacional Iguazú, fruto da luta do paisagista Carlos Thays. 
Em 1936 a província de Tucumán definiu as duas primeiras áreas naturais protegidas administradas por províncias: o parque natural La Florida (atualmente Reserva Florestal La Florida, com 10.200 he) e o Parque Provincial Aconquija (atualmente Reserva Florestal Aconquija).

## Sistema nacional de áreas protegidas

### Organização atual do sistema
No início de 2008 a Argentina possui uma rede de áreas naturais protegidas, 39 das quais são administradas nacionalmente reunindo 3,7 milhões hectares, isto é quase 7 % da área continental argentina (incluindo uma parte da ilha Grande da Terra do Fogo). Além disso, a rede de áreas naturais protegidas sob administração provincial, municipal, etc, possui 400 áreas incluídas no Sistema Federal de Áreas Protegidas argentino, com 22 milhões de hectares. 
A APN (Administração de Parques Nacionais, da qual não dependem os parques provinciais e municipais, nem as reservas privadas) se rege pela Lei 22.351.
O sistema nacional de áreas protegidas tem atualmente as seguintes categorias:
- Área protegida nacional: esta categoria é muito ampla e abarca toda zona na qual se protege, em diversos graus, a natureza e a cultura do país.

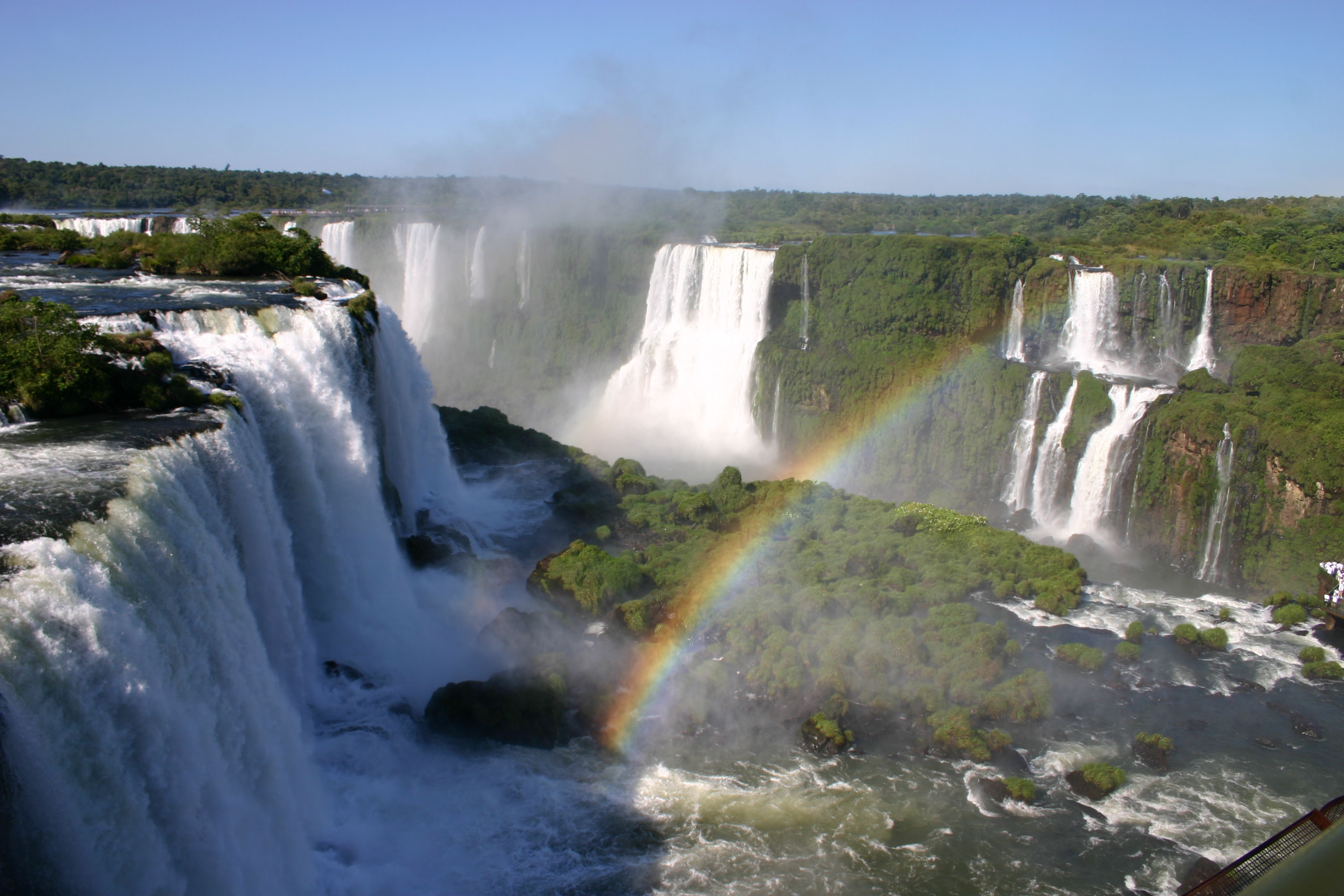
Parque Nacional Iguazú

- Parque nacional: os parques nacionais da Argentina costumam ser, como sua denominação sugere, uma área natural de especial beleza paisajística, ou, em seu defeito, um área de alto valor ecológico. Num parque nacional a presença humana reduz-se ao mínimo.

- Reserva natural: as reservasnaturais costumam ser contíguas aos P.N., ainda que em certos casos possam ser áreas isoladas nas quais se preserva uma paisagem, um ecossistema ou uma espécie (tal é o caso da reserva natural Formosa, criada para salvaguardar os tatus gigantes chamados Tatu-canastra (em castelhano, "tatu carreta"). Em uma R.N. permitem-se atividades econômicas limitadas, que não afetem negativamente o patrimônio natural.

- Monumento natural: esta categoria inclui as zonas nas quais o interessante é relacionado principalmente ao reino mineral, por exemplo geoformas —formações geológicas curiosas ou atraentes—, bosques petrificados ou fósseis ou paisagens geológicamente especiais como as de Quebrada das Conchas (incluindo a zona dos Vales Calchaquíes em Salta), de Quebrada de Humahuaca (incluindo seu Cerro de los Siete Colores) e Poente do Inca. Consideram-se também monumentos naturais algumas espécies vivas, tais como a taruca, a baleia-franca-austral, o huemul, a onça, o lobo-guará e o pinho do cerro, dentre outros.

- Parque natural marinho: em fevereiro de 2008 foi estabelecida esta nova categoria que atualmente tem como único integrante o Parque interjurisdiccional marinho costeiro Patagonia Austral. Aos parques naturais marinhos somam-se as AMP ou áreas marinhas protegidas, como a projetada para o Banco Namuncurá.

- Reserva natural estrita: esta categoria corresponde a zonas que são refúgio de espécies autóctonas ou que contém ecossistemas sob grave risco.

- Reserva silvestre e educativa: nesta categoria incluem-se, tal qual a denominação o indica, zonas que podem ser úteis para a educação sobre a conservação da natureza.

- Área marinha protegida (AMP): trata-se de todo o setor oceânico jurisdicional da Argentina que requer uma protecção. Graças a isso o espaço marítimo argentino contaria com pelo menos com 1.180.800 he (1,18% do total) de áreas destinadas a preservar parte da grande riqueza marinha argentina.

O sistema de áreas naturais protegidas da Argentina é coordenado pela Rede Nacional de Cooperação Técnica em Áreas Protegidas, ligada à a Secretaria de Recursos Naturais Renováveis.

## Áreas protegidas com base no direito internacional

### Patrimónios da Humanidade
Na Argentina, além de monumentos talhados à mão humana, como a Gruta das mãos e as Ruínas Jesuíticas de Missões, existem outras áreas designadas Patrimónios da Humanidade pela Unesco, incluindo  áreas naturais como o Parque Nacional Los Glaciares na província de Santa Cruz, a Península Valdés em Chubut, o Parque nacional Iguazú em Misiones, a Quebrada de Humahuaca em Jujuy, o Parque nacional Talampaya-Ischigualasto em La Rioja y San Juan.

### Reservas de biosfera Mab
As reservas MAB do  da UNESCO são coordenadas pelo Programa Homem e Biosfera (em inglês, Man and Biosphere) da Unesco. Quase todas estas reservas têm a característica de que a maior parte de seu território pode ser habitada por seres humanos, e em tal território se podem realizar atividades que não impactam excessivamente o meio ambiente.

### SítiosRAMSARna Argentina
Os sítios Ramsar são zonas-úmidas designadas como áreas protegidas pela importância que têm como habitat de aves aquáticas migratórias, e de fauna e flora características, como reguladores dos regimes hidrológicos, ou porque constituem um recurso de grande valor económico, cultural, cientista ou recreativo. 

## Outras áreas naturais protegidas na Argentina
Paralelamente ao sistema de parques, reservas e monumentos nacionais administrados pelo Estado Argentino, contam-se outras zonas protegidas que correspondem a jurisdições provinciais, municipais, ONG, e inclusive empreendimentos privados.

### Áreas naturais protegidas pelos estados provinciais argentinos
Os primeiros parques naturais provinciais datam de 1936 quando o governo da província de Tucumán criou a Reserva Florestal La Florida e a Reserva Florestal Aconquija com 10.200 e 500 he respectivamente. Ela foi seguida pela província de Buenos Aires, que em 1937 criou ao Parque Provincial Ernesto Tornquist.
Assim como em outros país em desenvolvimento, em 2008 muitas das reservas naturais sob administração provincial, departamental, municipal ou privada figuram apenas em seus documentos de criação. Por esse motivo extraoficialmente são qualificadas de "reservas de papel".